# Kungälvs IK
Der Kungälvs IK ist ein 1952 gegründeter schwedischer Eishockeyklub aus Kungälv. Die Mannschaft spielt in der Hockeyettan.

## Geschichte
Der Kungälvs IK wurde 1952 gegründet. Die Mannschaft trat erstmals überregional in Erscheinung, als sie in der Saison 1999/2000 an der drittklassigen Division 1 teilnahm. Bereits in der folgenden Spielzeit stieg die Mannschaft jedoch wieder in die viertklassige Division 2 ab. In der Saison 2005/06 gelang dem Kungälvs IK der Wiederaufstieg in die Division 1, in der er sich zunächst etablieren konnte. Nach einem zwischenzeitlichen Abstieg, spielt die Mannschaft nunmehr wieder in der Division 2.

## Bekannte ehemalige Spieler
- Joakim Andersson
- Lias Andersson
- Mikael Andersson